# Francisco Manoel de Nascimento
Francisco Manoel de Nascimento (né le 21 décembre 1734 et mort le 25 février 1819) est un poète portugais, mieux connu sous son nom de plume Filinto Elísio (ou Filinto Elysio selon l'ancienne orthographie portugaise), qui lui a été accordé par la marquise d'Alorna.

## Biographie
Filinto Elisio est né à Lisbonne, dans une famille modeste. Ses parents, les pêcheurs Manuel Simões et  Maria Manuel, sont originaires de Ílhavo, mais ont immigré à la capitale dans un contexte de déclin de la productivité de la pêche dans la région d'Aveiro à la suite de la fermeture du canal reliant la Vouga (rivière) à la mer, entraînant la fermeture du port.
Devenu prêtre en 1754, il est influencé par l'arcadisme (courant littéraire des pays de langue portugaise, qui s'est développé au cours du XVIIIe siècle) ainsi que par le mouvement des Lumières. Ses idées libérales lui valent d'être dénoncer à l'Inquisition le 22 juin 1778, par le père José Manuel de Leiva, qui l'accuse d' "affirmation et de lectures hérétiques interdites". Déguisé en vendeur, il parvient à fuir le pays et s'exile à Paris, où il arrive le 15 août de cette même année. Dans la capitale française, il rencontre, entre autres, le poète Alphonse de Lamartine, qui lui dédiera vraisemblablement un poème.
Sa vie à Paris est difficile, et il lui est nécessaire de traduire des œuvres françaises pour survivre. Ses poèmes ont été publiés à Paris, de son vivant, entre 1817 et 1819, mais ne seront publiés à Lisbonne qu'après sa mort, entre 1836 et 1840. En 1843, ses restes sont transférés à Lisbonne , où on peut toujours rencontrer sa sépulture.
Son influence est vaste mais sa forme la plus directe est sur le Préromantisme, notamment sur des auteurs comme Almeida Garrett. Son influence fut telle qu'on parle alors de "filintisme" (en portugais "filintismo"). C'est un auteur unique par sa vision des classiques, tout en mettant en valeur le merveilleux, voire même le fantastique, pressentant les visions modernes face au rationalisme de son temps. Il avait de la sympathie pour les idées de Rousseau, celles de la Révolution française ainsi que pour George Washington. La prise de la Bastille lui procure des sentiments positifs vis-à-vis de la France, qui vont en opposition face à la rancœur qu'il ressent contre le Portugal, et notamment contre l'Inquisition qui l'a mené à l'exil.

## Oeuvres

### Poésies
- Oeuvres complètes (1817-1819)

### Traduction
- Les Martyrs (Os Mártires),Chateaubriand
- Les Fables (As Fábulas), La Fontaine
- Lettres Portugaises, Mariana Alcoforado

## Référence
- Redacção Quidnovi, com coordenação de José Hermano Saraiva, História de Portugal, Dicionário de Personalidades, Volume XVIII, Ed. QN-Edição e Conteúdos,S.A., 2004

1. ↑  (en) Edgar Prestage, Nascimento, Francisco Manoel de, Encyclopædia Britannica 19 (11e éd.) (lire en ligne), p. 243
2. ↑  Éditions Larousse, « arcadisme - LAROUSSE », sur www.larousse.fr (consulté le 6 mars 2025)